# Észak-Jemen az 1988. évi nyári olimpiai játékokon
Észak-Jemen a dél-koreai Szöulban megrendezett 1988. évi nyári olimpiai játékok egyik részt vevő nemzete volt. Az országot az olimpián 3 sportágban 9 sportoló képviselte, akik érmet nem szereztek.

## Atlétika
Férfi
| Versenyző         | Versenyszám | Előfutam | Előfutam | Előfutam | Negyeddöntő | Negyeddöntő | Negyeddöntő | Elődöntő | Elődöntő | Elődöntő | Döntő   | Döntő    |
| Versenyző         | Versenyszám | Idő      | Hely.    | Össz.    | Idő         | Hely.       | Össz.       | Idő      | Hely.    | Össz.    | Idő     | Helyezés |
| ----------------- | ----------- | -------- | -------- | -------- | ----------- | ----------- | ----------- | -------- | -------- | -------- | ------- | -------- |
| Fahmi Abdul Wahab | 800 m       | 1:55,24  | 6.       | 60.      | kiesett     | kiesett     | kiesett     | kiesett  | kiesett  | kiesett  | kiesett | kiesett  |
| Awad Saleh Ahmed  | 1500 m      | 4:03,86  | 14.      | 56.      |             |             |             | kiesett  | kiesett  | kiesett  | kiesett | kiesett  |
| Anwar Al-Harazi   | 5000 m      | 14:49,25 | 16.      | 47.      |             |             |             | kiesett  | kiesett  | kiesett  | kiesett | kiesett  |
| Abdul Karim Daoud | 10 000 m    | 32:33,04 | 21.      | 40.      |             |             |             |          |          |          | kiesett | kiesett  |

## Birkózás
Kötöttfogású
| Versenyző          | Versenyszám | Vigaszágas kiesés                                                          | Vigaszágas kiesés | Helyosztók        | Helyosztók        | Bronz- mérkőzés   | Döntő             | Helyezés    |
| Versenyző          | Versenyszám | Vigaszágas kiesés                                                          | Vigaszágas kiesés | 7. helyért        | 5. helyért        | Bronz- mérkőzés   | Döntő             | Helyezés    |
| Versenyző          | Versenyszám | Ellenfél Eredmény                                                          | Hely.             | Ellenfél Eredmény | Ellenfél Eredmény | Ellenfél Eredmény | Ellenfél Eredmény | Helyezés    |
| ------------------ | ----------- | -------------------------------------------------------------------------- | ----------------- | ----------------- | ----------------- | ----------------- | ----------------- | ----------- |
| Abdallah Al-Izani  | 48 kg       | A csoport · Dov Grobermann (ISR) · kizárták                                | 8.                | kiesett           | kiesett           | kiesett           | kiesett           | helyezetlen |
| Abdullah Al-Shamsi | 68 kg       | A csoport · Ókubo Jaszuhiro (JPN) · kétvállas · Morten Brekke (NOR) · 0–17 | 15.               | kiesett           | kiesett           | kiesett           | kiesett           | helyezetlen |

Szabadfogású
| Versenyző         | Versenyszám | Vigaszágas kiesés                                                       | Vigaszágas kiesés | Helyosztók        | Helyosztók        | Bronz- mérkőzés   | Döntő             | Helyezés    |
| Versenyző         | Versenyszám | Vigaszágas kiesés                                                       | Vigaszágas kiesés | 7. helyért        | 5. helyért        | Bronz- mérkőzés   | Döntő             | Helyezés    |
| Versenyző         | Versenyszám | Ellenfél Eredmény                                                       | Hely.             | Ellenfél Eredmény | Ellenfél Eredmény | Ellenfél Eredmény | Ellenfél Eredmény | Helyezés    |
| ----------------- | ----------- | ----------------------------------------------------------------------- | ----------------- | ----------------- | ----------------- | ----------------- | ----------------- | ----------- |
| Abdullah Al-Ghrbi | 74 kg       | B csoport · Pekka Rauhala (FIN) · kétvállas · Bruno Beudet (FRA) · 0–16 | 11.               | kiesett           | kiesett           | kiesett           | kiesett           | helyezetlen |

## Cselgáncs
| Versenyző       | Versenyszám | Csoport | Selejtező                          | 32-es főtábla                     | Nyolcaddöntő      | Negyeddöntő       | Elődöntő          | Vigaszág nyolcaddöntő | Vigaszág negyeddöntő | Vigaszág elődöntő | Bronz- mérkőzés   | Döntő             | Helyezés |
| Versenyző       | Versenyszám | Csoport | Ellenfél Eredmény                  | Ellenfél Eredmény                 | Ellenfél Eredmény | Ellenfél Eredmény | Ellenfél Eredmény | Ellenfél Eredmény     | Ellenfél Eredmény    | Ellenfél Eredmény | Ellenfél Eredmény | Ellenfél Eredmény | Helyezés |
| --------------- | ----------- | ------- | ---------------------------------- | --------------------------------- | ----------------- | ----------------- | ----------------- | --------------------- | -------------------- | ----------------- | ----------------- | ----------------- | -------- |
| Mohamed Kohsrof | Légsúly     | A       | Alberto Francini (SMR) · 0000–0200 | kiesett                           | kiesett           | kiesett           | kiesett           |                       |                      |                   |                   |                   | 35.      |
| Mohamed Moslih  | Könnyűsúly  | A       | erőnyerő                           | Glenn Beauchamp (CAN) · 0000–1010 | kiesett           | kiesett           | kiesett           |                       |                      |                   |                   |                   | 19.      |

* - Az A csoportban szereplő, eredetileg bronzérmes brit Kerrith Brownt utólag kizárták, ezért Moslih a 20. helyett a 19. helyen végzett.